# Mannschaftsmeisterschaft in Judo 1965
Die Mannschaftsmeisterschaft 1965 ermittelte zum 7. Mal den Österreichischen Mannschaftsmeisters im Judo. Sie wurde vom Österreichischen Judoverband ausgetragen. Sieger war zum 2. Mal der Vereinsgeschichte der ASKÖ Graz.

## Abschlusstabelle
| Position | Mannschaft | Stadt |
| 1        | ASKÖ Graz  | Graz  |

Stand: 2025-01-13